# War Child (beneficenza)
War Child è un'organizzazione non governativa fondata nel Regno Unito nel 1993 che fornisce assistenza ai bambini nelle aree in conflitto e all'indomani del conflitto. La fondazione di War Child UK fu presto seguita da organizzazioni in Canada e nei Paesi Bassi.

## War Child UK
War Child UK mira a sostenere e riabilitare i bambini vittime della guerra, lavorando con le comunità locali, le loro organizzazioni e le autorità locali in entrambe le aree di conflitto e post conflitto per sostenere i bambini e le persone da cui dipendono. War Child UK attualmente lavora nella Repubblica Democratica del Congo, nella Repubblica Centrafricana, in Uganda, Afghanistan, Iraq e con rifugiati siriani in Giordania.

## War Child Canada
Fondata dai medici Samantha Nutt ed Eric Hoskins, War Child Canada ha collaborazioni attive nel Darfur, nella Repubblica Democratica del Congo, in Uganda, nel Sudan del Sud, in Afghanistan e con i rifugiati siriani in Giordania.

## War Child Holland
War Child Holland è stata fondata nel 1994 da Willemijn Verloop come reazione alla guerra in Bosnia. Oggi è il più grande ufficio di War Child con una spesa annuale di 12,6 milioni di Euro nel 2010, e si è specializzato nell'aiutare i bisogni psicosociali dei bambini che hanno sofferto di guerre e situazioni di conflitto, usando le arti creative. L'organizzazione è passata da un ufficio individuale nel 1994 a 40 dipendenti nei Paesi Bassi e 600 all'estero nel 2007. 
War Child gestisce attività musicali, creative e sportive per bambini colpiti dalla guerra. Nel 2005 War Child Holland ha introdotto un nuovo sistema di misurazione per i programmi in 14 paesi. Nei primi risultati è stato dimostrato che i progetti raggiungono oltre 650.000 bambini in tutto il mondo.
War Child Holland attualmente lavora in Afghanistan, Burundi, Colombia, Repubblica Democratica del Congo, Iraq, Giordania, territori palestinesi, Libano, Sierra Leone, Sudan del Sud, Sri Lanka, Sudan, Uganda e Yemen. Ha anche progetti speciali per rifugiati nei Paesi Bassi. I progetti precedenti includevano Cecenia, Inguscezia, Georgia e Kosovo.

## War Child USA
War Child USA è il nuovo membro della famiglia War Child. Supporta i programmi gestiti da War Child Canada nei suoi paesi di attività concedendo sovvenzioni a War Child Canada. War Child USA ha attualmente uffici a Los Angeles e New York City.